# Filipiny na Letnich Igrzyskach Olimpijskich 1924
Filipiny na Letnich Igrzyskach Olimpijskich 1924 w Paryżu reprezentował 1 zawodnik (mężczyzna). Był to pierwszy start reprezentacji Filipin na letnich igrzyskach olimpijskich.

## Lekkoatletyka
Mężczyźni
- David Nepomuceno –  100 m (odpadł w eliminacjach), 200 m (odpadł w eliminacjach)